# آسیاب‌آبی اختر
آسیاب آبی اختر مربوط به سده‌های اولیه دوران‌های تاریخی پس از اسلام است و در شهرستان کنگان، بخش مرکزی، دهستان حومه، روستای اختر واقع شده و این اثر در تاریخ ۲۸ اسفند ۱۳۸۵ با شمارهٔ ثبت ۱۸۶۵۴ به‌عنوان یکی از آثار ملی ایران به ثبت رسیده است.